# Wise Girls (film 1929)
Wise Girls è un film del 1929 diretto da E. Mason Hopper.
Il soggetto è tratto dalla commedia Kempy di Elliott Nugent e J.C. Nugent che venne rappresentata a Broadway il 15 maggio 1922 al Belmont Theatre. J.C. Nugent, padre di Elliott, ricopre nel film (come a teatro) il ruolo del padre. L'attrice Norma Lee era la moglie di Nugent figlio.

## Trama
L'idraulico Kempy - che sogna di diventare architetto - si trova ad aggiustare le tubature nella casa dei Bence, quando Kate, la figlia più grande, gli chiede di sposarla. La ragazza, indipendente e dal carattere non facile, vuole così mettere alla prova Duke Merrill, l'uomo di cui è innamorata.
Bence, il padrone di casa è un vecchio signore irascibile e, all'arrivo dei novelli sposi, butta fuori l'idraulico. Duke, che è un avvocato, riesce a ribaltare la situazione. Aiuta Kempy nell'acquisizione della casa, di cui diventa lui il proprietario. Sempre con l'assistenza di Duke, Kempy ottiene anche il divorzio dalla moglie: si è accorto, infatti, di essere in realtà innamorato di Ruth, la figlia minore di Bence.
Le due coppie si ricompongono e tutti sono felici.

## Produzione
Il film fu prodotto dalla Metro-Goldwyn-Mayer (MGM).

## Distribuzione
Distribuito dalla Metro-Goldwyn-Mayer (MGM), il film uscì nelle sale cinematografiche USA il 21 settembre 1929.